# Fissistigma oldhamii
Fissistigma oldhamii är en kirimojaväxtart som först beskrevs av William Botting Hemsley, och fick sitt nu gällande namn av Elmer Drew Merrill. Fissistigma oldhamii ingår i släktet Fissistigma och familjen kirimojaväxter. Inga underarter finns listade i Catalogue of Life.

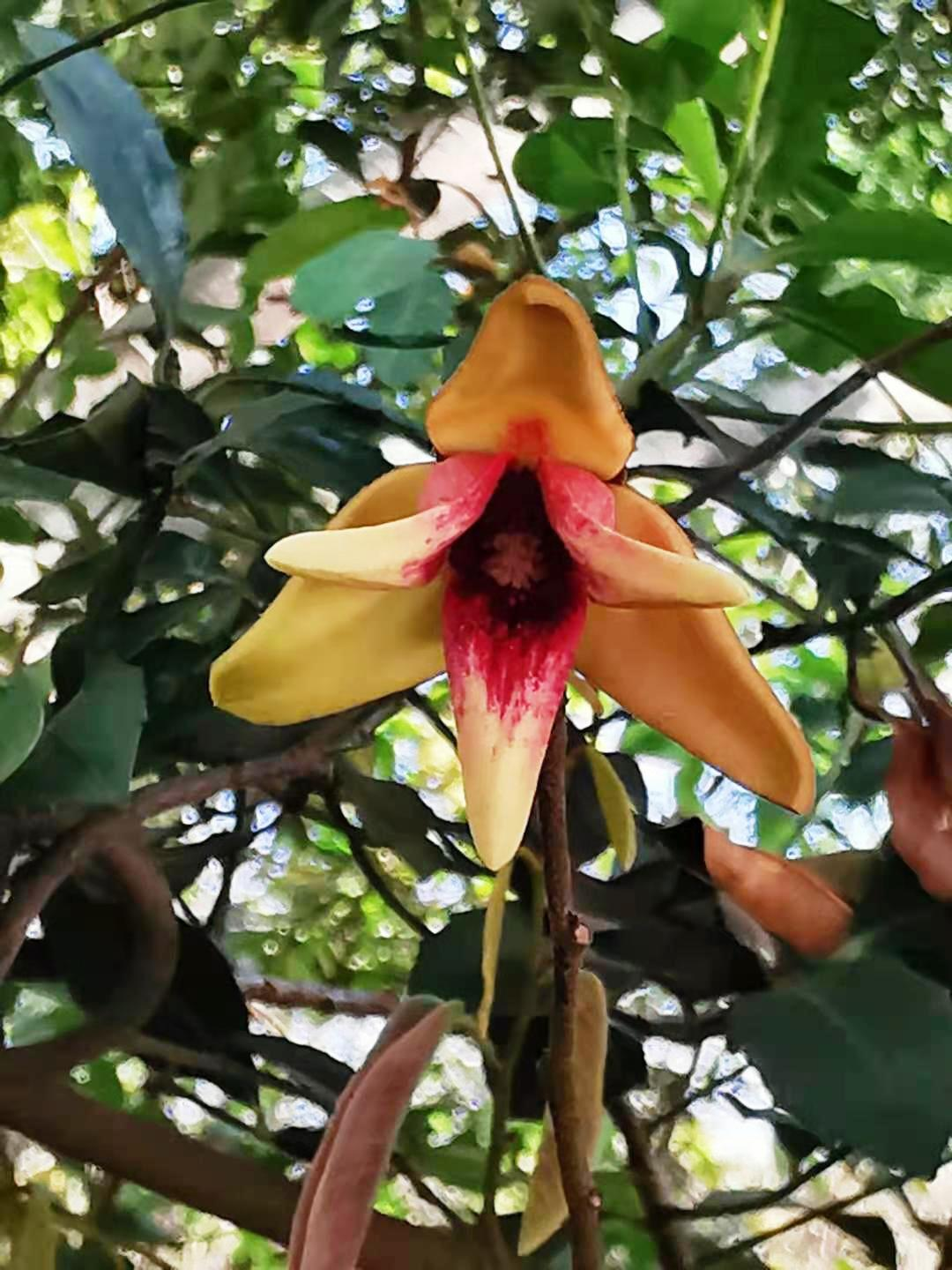
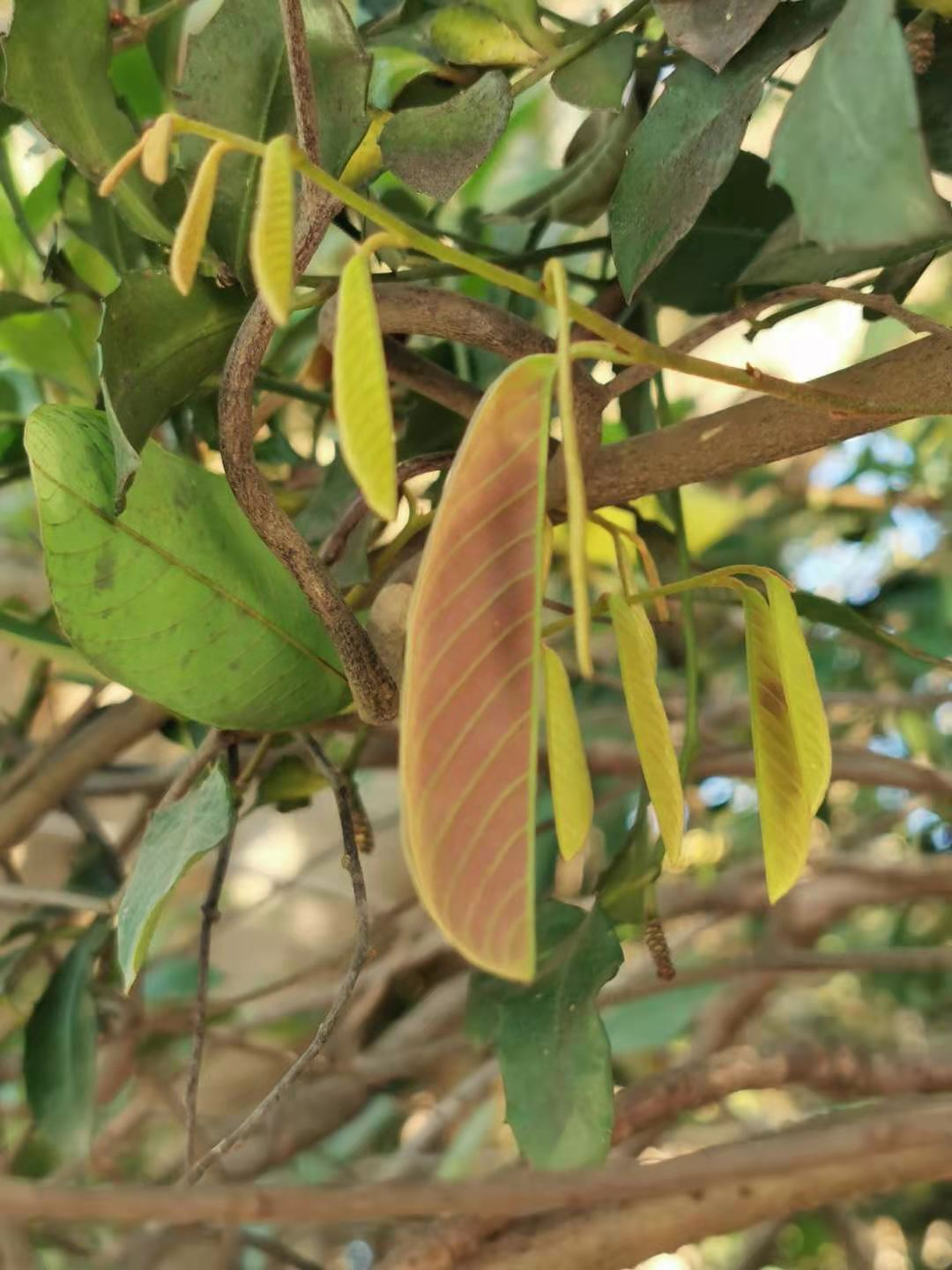
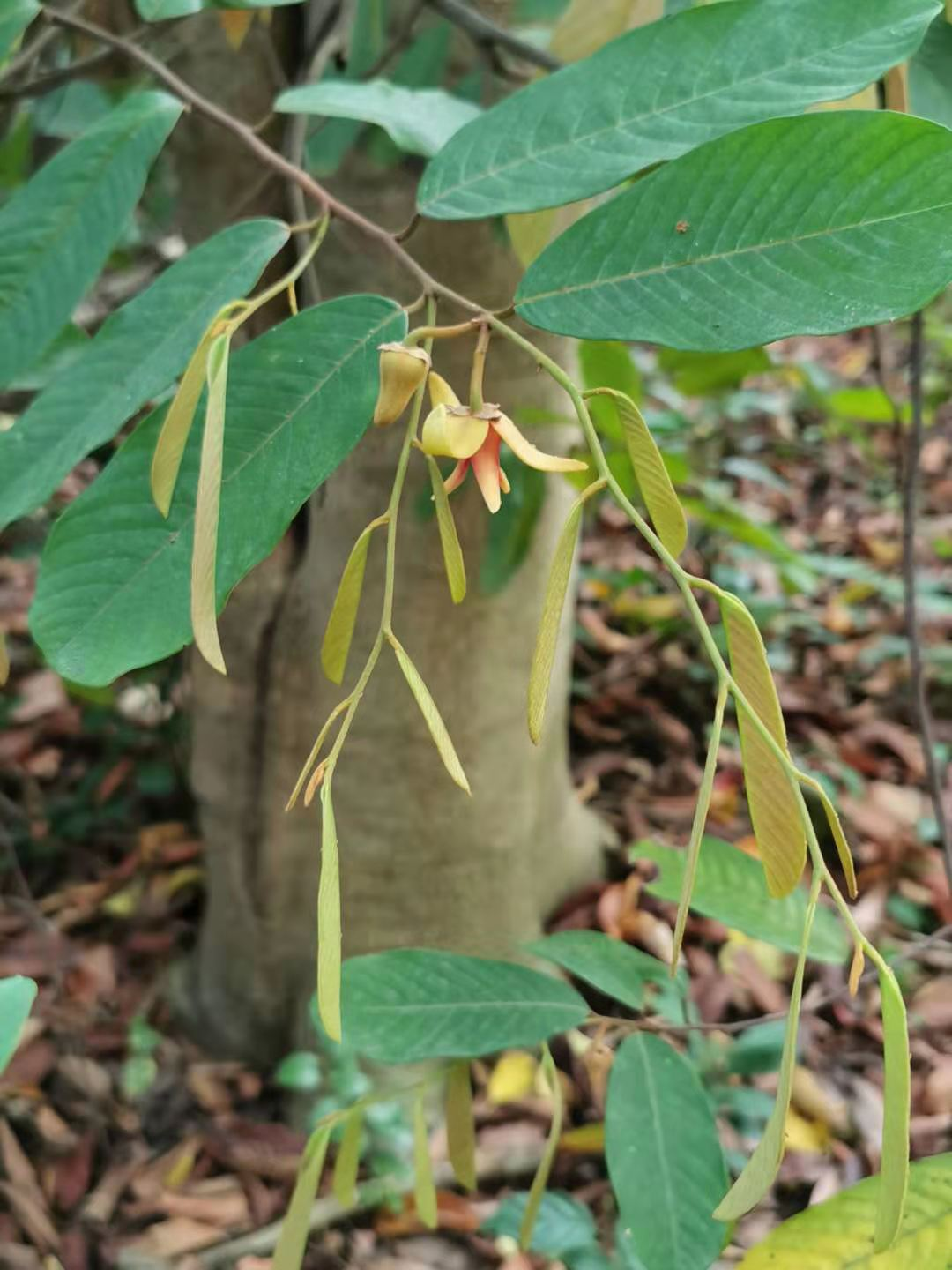